# Campo Alegre de Lourdes
Campo Alegre de Lourdes este un oraș în unitatea federativă  Bahia (BA) din Brazilia.